# Златни дечаци
Златни дечаци су били југословенска рок група активна 1960-их година. Вокално-инструментални састав (ВИС) се окупио на Врачару у Београду 1962. године под именом Тигрови као инструментални ансамбл, али, после неколико наступа на игранкама, мењају име у Златни дечаци. Касније им се придужује Боба Стефановић као вокални солиста. За промену имена је заслужан Никола Караклајић – познати новинар који је пратио рад новог музичког таласа тих шездесетих година и који је сматрао Златне дечаке за једну од најбољих група у Београду.
Раних 1960-их година, рок је био табу тема за радио и ТВ станице, па су, на почетку своје каријере, Златни дечаци свирали само на игранкама које су се редовно одржавале сваке среде, петка, суботе и недеље у дворанама месних заједница, школама или у домовима културе. Да би се њихова музика чула и на радио-станицама они снимају неколико обрада класичних тема: Лабудово језеро, тему из Фауста - и тако почиње и њихова популарност преко радио-таласа.
Своју прву сингл плочу су издали 1965. године под називом 7"EP of Golden Boys, уз помоћ Николе Караклајића, за холандску дискографску кућу Фонтана. Следеће године објављују и своје прве снимке у Југославији и убрзо постају једна од популарнијих група. 1966. године одлазе да свирају у Енглеску где остају неколико месеци, али, и поред неколико успешних наступа на којима су свирали обраде етно мелодија са простора Југославије, одлучују да се врате у Југославију и 1966. године снимају, заједно са Микијем Јевремовићем, велики хит 18 Жутих Ружа, који је продат у за то време невероватних 200.000 примерака. 
Ритам-гитариста Феђа Трго напушта групу 1965. године. Следеће године, бас-гитариста Видоје Брајевић напушта групу, а нови члан Златних дечака постаје Градимир Јанковић. Године 1967, после наступа на Сплитском фестивалу, престали су са радом. 

## Дискографија

### Синглови
- 1965. The golden boys, Swan lake, Фонтана
- 1966. Златни дечаци, (Хумореска, Лабудово језеро, Дунавски таласи, Тема из Фауста), Југотон
- 1966. Златни дечаци, (Чудна девојка - Devil woman, Садко, Напуштени дом - The place where no one go, Фокстрот ориентал - Koule kopon), Југотон
- 1966. Златни дечаци са Мики Јевермовићем, (18 жутих ружа - 18 yellow roses, Кућа излазећег сунца - The house of the rising sun, Мени не треба нико - Non aspetto nessuno, Опрости љубави - Amore scusami) Југотон
- 1967. Златни дечаци, (Сам - Mr. lonely, Само ти - It's not true, Памтим тај дан – Skokian, Не желим крај - Kind of girl), Југотон